# Carlos Scarone

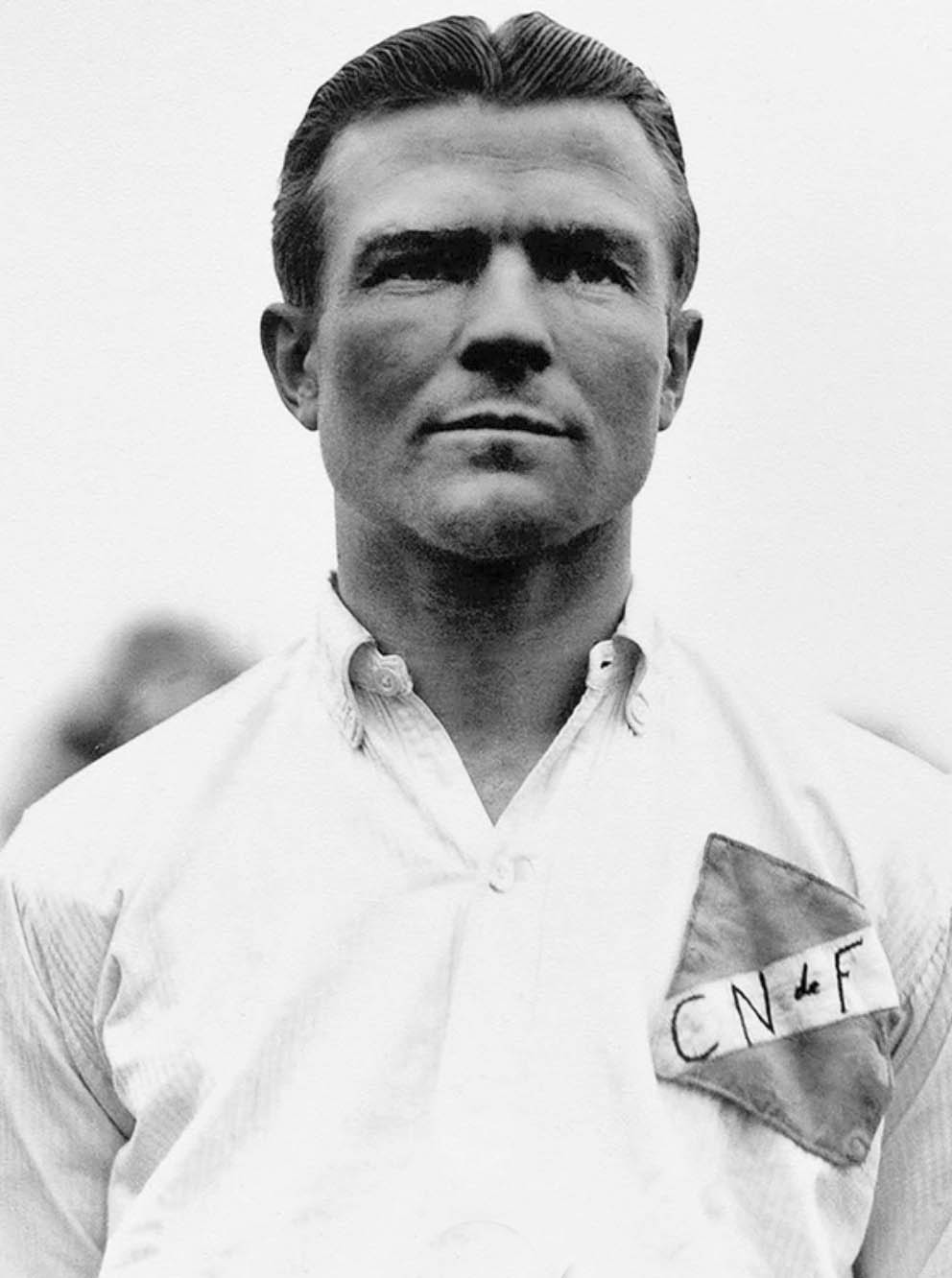
Carlos Scarone vestindo a camisa do Club Nacional de Football.

Carlos Scarone (Montevidéu,11 de novembro de 1888 - Montevidéu, 12 de maio de 1965) foi um futebolista uruguaio. Era irmão mais velho de Héctor Scarone. Atuou como atacante.
Nascido no bairro Peñarol foi chamado de Rasqueta, tendo sido um futebolista de excelente nível, titular incontestável do Club Nacional de Football por mais de uma década.
As primorosas atuações de seu irmão Héctor puseram à sombra Carlos, que é pouco recordado hoje.
Em 1908 começou na segunda equipe do Nacional, e em 1909 vai para o Central Uruguayan Railway Cricket Club, que viria a se tornar o Peñarol. Posteriormente, passa pelo Boca Juniors, de Buenos Aires.
Em 1914 , volta para Montevidéu e vai atuar no Nacional, equipe em que joga até 1927, totalizando 227 partidas e 152 gols pelos tricolores. Venceu oito campeonatos uruguaios nesse período, quando o futebol uruguaio passava por um esplendoroso momento, mas ainda era amador.
Pela Celeste Olímpica estreia em 15 de agosto de 1910, contra os argentinos, no antigo estádio Belvedere, então propriedade do Montevideo Wanderers. Foram 25 partidas, 18 gols e o título de campeão da Copa América em 1917 e 1920.
Foi diretor do Nacional depois de terminar sua trajetória como atleta, e se tornou técnico desse clube em 1932, quando tem início o profissionalismo no futebol do Uruguai.